# Kamienica przy ulicy św. Łazarza 3 w Krakowie
Kamienica przy ulicy św. Łazarza 3 – zabytkowa kamienica znajdująca się w Krakowie, w dzielnicy II Grzegórzki przy ulicy św. Łazarza, na Wesołej.
Kamienica została wzniesiona w 1900 roku według projektu architekta Ludwika Gutmana. W 1909 roku budynek został nadbudowany o drugie piętro.
Kamienica została wpisana do gminnej ewidencji zabytków. Znajduje się na obszarze Wesołej, której układ urbanistyczny został wpisany 16 lutego 1984 do rejestru zabytków.